# 走れ!イチロー
『走れ!イチロー』（はしれ イチロー）は、大森一樹監督、中村雅俊主演の日本映画である。2001年4月28日東映系ほかで公開された。原作は村上龍の『走れ!タカハシ』（講談社刊）。　

## 概要
大リーグでプレーする夢を実現させたイチローに声援を贈り、自らの夢に向かって走り出そうとする人々の姿を描く。作品の製作にオリックス・ブルーウェーブの協力を得られた。また、イチローを始めとする当時のオリックス・ブルーウェーブ所属者が本人役で出演した（台詞無し）。
原作である村上龍の1986年の小説『走れ!タカハシ』では、広島カープの高橋慶彦が題材になっている。

## ストーリー
リストラされた夜に妻を追い、娘と共に神戸へ向かった石川市郎と、グリーンスタジアム神戸で売り子のバイトをしている“一浪”中の望月竜介、熱烈なイチローのファンの作家の奥手川伊知郎の3人の「イチロー」が、再起をかけ、夢を追い、奮闘する。

## 出演者
- 石川市郎 - 中村雅俊
- 石川鈴子 - 浅野ゆう子
- 早川圭 - 川口和久
- 王美麗 - 浅田美代子
- 奥手川伊知郎 - 石原良純
- 寺田睦美 - 木村佳乃
- 望月竜介 - 松田龍平
- 石川こよみ - 笹岡莉紗
- 伊岡丈治 - 加藤武
- 松島洋子 - 南野陽子
- 吉村真理子 - 大谷みつほ
- 橘恵太郎 - 山本太郎
- 島田亜梨紗 - 水川あさみ
- 藤木美香 - 奥山佳恵
- 座長 - 姫京之助
- 佐藤潤 - 仁科貴
- 中島ミホ - 柴咲コウ
- 舟島次郎 - 寺脇康文
- オリックス・ブルーウェーブ監督：仰木彬
- オリックス・ブルーウェーブ選手：イチロー、藤井康雄、大島公一、田口壮、谷佳知、塩崎真

## スタッフ
- 監督 - 大森一樹
- 脚本 - 丸山昇一、大森一樹
- 製作 - 佐藤雅夫、黒澤満
- 企画 - 遠藤茂行
- プロデューサー - 久保田雅美、山本勉
- 撮影 - 柳島克己
- 照明 - 小野晃
- 美術 - 山崎秀満
- 録音 - 林鑛一
- 編集 - 池田美千子
- スクリプター - 坂本希代子
- 助監督 - 隅田靖
- 音楽 - 山下康介
- 音楽プロデューサー - 津島玄一
- 選曲 - 金成謙二
- 音響効果 - 倉橋静男（サウンドボックス）
- 協力 - オリックス・ブルーウェーブ
- 撮影協力 - 東映東京撮影所
- 製作協力 - セントラル・アーツ
- 製作・配給 - 東映

## 主題歌
- 河村隆一『Stay with me』（gai RECORDS）